# جيف كوكس (محامي)
جيف كوكس (بالإنجليزية: Jeff Cox)‏ هو قاضي ومحامي أمريكي، ولد في 1962 في شريفبورت في الولايات المتحدة.